# Liste der Orte im Landkreis Landshut
Die Liste der Orte im Landkreis Landshut listet die 1675 amtlich benannten Gemeindeteile (Hauptorte, Kirchdörfer, Pfarrdörfer, Dörfer, Weiler und Einöden) im Landkreis Landshut auf.

## Systematische Liste
Alphabet der Städte und Gemeinden mit den zugehörigen Orten.
- Die Gemeinde Adlkofen mit 96 Gemeindeteilen:
  - Pfarrdorf Adlkofen
  - Kirchdörfer Günzkofen, Jenkofen und Reichlkofen
  - Dörfer Beutelhausen, Blumberg, Deutenkofen, Engkofen, Göttlkofen, Kleinegglkofen, Läuterkofen, Pattendorf, Schwatzkofen, Wölflkofen, Wollkofen und Zaitzkofen
  - Weiler Aign, Armannsberg, Baumgarten, Birnkofen, Dechantsreit, Forstenrode, Forstenrode, Gersteneck, Harskirchen, Hettenkofen, Höll, Kalteneck, Kirmbach, Kleinbirken, Leiersöd, Obermusbach, Oberpettenbach, Öd, Ried, Riedenberg, Schindlbach, Schußrain, Sittlkofen, Untermusbach, Weizeneck und Wippenbach
  - Einöden Ay, Berg, Bleiwimm, Brunn, Buchschachten, Eglberg, Etzhäusel, Faltern, Feichten, Garsberg, Girglhaid, Gräben, Großbirken, Grünn, Hagenau, Hauslehen, Hillau, Hofstetten, Holzen, Kampfrain, Kleinreit, Kobel, Lernpoint, Lochham, Martlhaid, Mühlmann, Nöham, Oberkühbuch, Patzing, Pöffelkofen, Point, Pointen, Rammelsberg, Ratzenstall, Reichersöd, Renau, Reuth bei Jenkofen, Riedenwies, Roßberg, Santing, Semmelberg, Setzensack, Sittlerhof, Stempen, Stöckl am Eck, Thann, Unterkühbuch, Vorderwaid, Weiher, Wies, Willerberg, Willerskirchen, Winklhölzl und Wolfseck

- Die Gemeinde Aham mit 72 Gemeindeteilen:
  - Pfarrdorf Loizenkirchen
  - Kirchdörfer Aham und Neuhausen
  - Dörfer Erling, Nöham, Prosmering, Winzersdorf und Ziegelstadel
  - Weiler Berghofen, Engkofen, Ferchenstauden, Guntendorf, Hitzenberg, Kalteis, Lamprechtsöd, Maieröd, Sichartsreit, Sommerauweber, Thalham, Unterhausenthal, Wassing, Wendeldorf und Wimm
  - Einöden Abensbach, Alram, Blamberg, Buchloh, Dreifaltigkeit, Eglberg, Eichmühle, Ernstgraben, Fürst, Geigenberg, Haag, Haarpoint, Hannsmal, Hausberg, Heiglberg, Hermannsöd, Högl, Holzen, Hölzlberg, Höslpoint, Hustenöd, Kitzing, Kobel, Mais, Oberhausenthal, Oberwinden, Ödmann, Oed, Petzenberg, Rehpoint, Reiher, Reit, Reithannerl, Rieberseck, Schachtenöd, Schafhausen bei Nöham, Schafhausen bei Wassing, Schweibing, See, Seemannshof, Staudach, Stegmühle, Steinberg, Stidel, Thalmann, Unterwinden, Vorderöd, Wieshäusl und Wolfsgrub

- Die Gemeinde Altdorf mit 14 Gemeindeteilen:
  - Pfarrdörfer Altdorf, Eugenbach und Pfettrach
  - Dörfer Abensberg, Ganslberg und Höfen
  - Weiler Aich, Buchenthal, Gstaudach und Ostergaden
  - Einöden Dax, Haunmühle, Heindlfeld und Oed

- Die Gemeinde Altfraunhofen mit 41 Gemeindeteilen:
  - Pfarrdorf Altfraunhofen
  - Kirchdorf Wörnstorf
  - Dorf Neutzkam
  - Weiler Ankam, Aufham, Eging, Gallusberg, Guggenberg, Holzhäuseln, Hotelkam, Lehen, Maierholz, Oberheldenberg, Reifersberg, Riedlkam, Scheueck, Unterheldenberg, Untersteppach und Weihern
  - Einöden Baumgarten, Blaimberg, Hanigey, Haselhub, Holzmann, Hub, Irlberg, Lausbach, Loh, Lohhub, Moorloh, Peißing, Rombach, Schachten, Schickenberg, Speck, Stillreit, Straß, Stürming, Tapfham, Walzenöd und Wendsberg

- Die Gemeinde Baierbach mit 36 Gemeindeteilen:
  - Pfarrdorf Baierbach
  - Dörfer Altweg, Oberhausbach und Unterhausbach
  - Weiler Berghäusl, Fahring, Hof, Hölzl, Maierbach, Oed, Reischenberg, Schlott und Wim
  - Einöden Aich, Attenberg, Bockhub, Edgarten, Haid, Hörgenau, Irrach, Kastenhoibl, Kölnberg, Krottenthal, Längmühl, Moos, Neudeck, Peterau, Reichhaid, Rothfurt, Sindhub, Steinbach, Stroblstetten, Theobald, Vorderhoibl, Weiher und Wimbauer

- Die Gemeinde Bayerbach bei Ergoldsbach mit 22 Gemeindeteilen:
  - Pfarrdorf Bayerbach bei Ergoldsbach
  - Kirchdörfer Gerabach, Greilsberg und Hölskofen
  - Dörfer Feuchten, Mausham, Penk und Pram
  - Weiler Dürnaich, Hochmoos, Mausloch, Nißlpram und Runding
  - Einöden Böglkreut, Feistenaich, Ganslmaier, Gillisau, Kleinfeuchten, Lottokreut, Pirket, Sand und Winkelmoos

- Die Gemeinde Bodenkirchen mit 80 Gemeindeteilen:
  - Pfarrdörfer Aich, Binabiburg, Bodenkirchen, Bonbruck, Haunzenbergersöll und Treidlkofen
  - Kirchdörfer Margarethen und Rothenwörth
  - Dörfer Gassau, Hainzing, Hilling, Litzelkirchen, Michlbach und Wifling
  - Weiler Altfaltersberg, Bauernseiboldsdorf, Binastorf, Breitreit, Ellenbogen, Emiching, Froschau, Furth, Geratsfurt, Götzdorf, Grienzing, Hargarding, Hasam, Hauslweid, Höllmühle, Holzleiten, Jesenkofen, Kolbing, Lehing, Maierhof, Neuhof, Oberndorf, Pfistersham, Psallersöd, Rafolding, Samberg, Scherneck, Sippenbach, Stetten, Thal und Willaberg
  - Einöden Bach, Barting, Buch, Burg, Einsiedlhof, Ensbach, Gansenöd, Gelting, Grabing, Grub, Grubhof, Grubloh, Haumpolding, Himmelreich, Hinteröd, Hollreit, Hörmannsdorf, Hub, Königsreuth, Kremping, Kresham, Leitern, March, Maueröd, Möslreit, Oberscheuern, Petzling, Prölling, Putzing, Rimberg, Scheiben, Tiefenbach, Wagmannsberg, Westenthann und Wimm

- Die Gemeinde Bruckberg mit 43 Gemeindeteilen:
  - Pfarrdörfer Bruckberg und Gündlkofen
  - Kirchdörfer Attenhausen, Pörndorf, Reichersdorf und Tondorf
  - Dörfer Bachhorn, Bruckbergerau, Edlkofen, Ried, Unterlenghart und Widdersdorf
  - Weiler mit Kirche Beutelhausen
  - Weiler Almosenbachhorn, Antloh, Buchberg, Eggersdorf, Engelsdorf, Hartshausen, Kreut und Oberlenghart
  - Einöden Asang, Boybeck, Buch, Gredhaus, Hack, Hader, Haslach, Hetzenweb, Kehlhof, Kollmann, Langmaier, Prüglried, Reith, Schlagkreut, Schlott, Sittenau, Solomann, Spanneck, Stubenreith, Weihern, Wendlöd und Winklmaier

- Die Gemeinde Buch am Erlbach mit 25 Gemeindeteilen:
  - Pfarrdorf Buch am Erlbach
  - Kirchdörfer Thann und Vatersdorf
  - Dörfer Forstaibach, Freidling, Garnzell, Großaibacherforst, Hartbeckerforst, Holzhäuseln und Niedererlbach
  - Weiler Dirnaibach, Gastorf, Holzen, Laufenau, Stünzbach und Westendorf
  - Einöden Bendlreuth, England, Hofenstall, Hubstetten, Ried, Rothenkasten, Sochenberg, Tristl am Damm und Weikersting

- Die Gemeinde Eching mit 23 Gemeindeteilen:
  - Pfarrdorf Eching
  - Kirchdörfer Berghofen, Haunwang, Kronwinkl und Thal
  - Dörfer Haselfurth, Hofham, Schapolterau, Viecht und Weixerau
  - Weiler Heinzelwinkl, Neuhof und Steinzell
  - Einöden Blaimberg, Grub, Haag, Hüttenfurth, Mühlstetten, Schirmreuth, Schwaiba, Schwaiblreuth, Windten und Zacherlmühle

- Der Markt Ergolding mit 22 Gemeindeteilen:
  - Hauptort Ergolding
  - Pfarrdorf Oberglaim
  - Kirchdorf Unterglaim
  - Dörfer Albing, Käufelkofen, Kopfham, Oberwaltenkofen und Piflas
  - Siedlung Am Klosterholz
  - Weiler Almenhof, Hader, Kottingrohr und Pfarrkofen
  - Einöden Brenneisen, Glöcklberg, Grandsberg, Hart, Kreuth, Reitberg, Spitzlberg, Stehberg und Unterwaltenkofen

- Der Markt Ergoldsbach mit 32 Gemeindeteilen:
  - Hauptort Ergoldsbach
  - Kirchdörfer Dürrenhettenbach, Iffelkofen, Kläham, Langenhettenbach, Martinshaun, Paindlkofen und Unterdörnbach
  - Dörfer Frauenwies, Jellenkofen, Oberdörnbach, Osterhaun, Prinkofen, Siegensdorf und Wölflkofen
  - Weiler Einkreut, Kienoden, Leonhardshaun, Poschenhof, Reicherstetten und Stocka
  - Einöden Gnarn, Haselwies, Kühholzen, Lernbeutel, Pechler, Pfellnkofen, Roseneck, Salzburg, Stetten, Waldhaus und Zieglhub

- Der Markt Essenbach mit 31 Gemeindeteilen:
  - Pfarrdörfer Altheim, Essenbach, Mettenbach, Mirskofen und Oberahrain
  - Kirchdörfer Artlkofen, Bruckbach, Oberwattenbach, Unterunsbach und Unterwattenbach
  - Dörfer Oberröhrenbach, Ohu, Unterahrain und Wattenbacherau
  - Weiler Duniwang, Gaden, Gaunkofen, Ginglkofen, Holzen, Kreut, Oberholzen, Pettenkofen, Steinmühle und Unterröhrenbach
  - Einöden Hirnkofen, Koislhof, Lengermühle, Oberunsbach, Sankt Wolfgang und Westen
  - Kirche Veitsberg

- Die Gemeinde Furth mit 42 Gemeindeteilen:
  - Pfarrdörfer Furth und Schatzhofen
  - Kirchdorf Arth
  - Dörfer Edlmannsberg, Enghof, Entwies und Hinterhaid
  - Weiler Geberskirchen, Linden, Punzenhofen, Rannertshofen und Schlucking
  - Einöden Anglhub, Berghaus, Eckenhausen, Feldmann, Frohnberg, Galleneck, Girstham, Haseneck, Hebenstreit, Hetzenbach, Hintersteig, Hochkreuth, Höllkreut, Kindsmühle, Kolmhub, Kreutbartl, Kreutsteig, Kreutulrich, Mitterhaid, Niederarth, Oberlippach, Oberpisat, Reisgang, Schlagmann, Unterlippach, Unterpisat, Vorderhaid, Vordersteig, Warzlberg und Würzlburg

- Der Markt Geisenhausen mit 101 Gemeindeteilen:
  - Hauptort Geisenhausen
  - Pfarrdörfer Diemannskirchen und Holzhausen
  - Kirchdorf Feldkirchen
  - Dörfer Fimbach, Helmsau, Höhenberg, Irlach, Johannesbergham, Oberhaarbach, Rebensdorf und Salksdorf
  - Weiler Allmannsberg, Aukam, Bettenbach, Birken, Buch, Eiselsdorf, Giglberg, Hagenau, Haselbach, Haunersdorf, Helmsdorf, Hermannskirchen, Hofmühle, Hohlhof, Hörlkam, Kiemannsstetten, Lampeln, Linden, Lochham, Maulberg, Neutenkam, Oberrettenbach, Oberschneitberg, Perlkam, Rampoldsdorf, Reinthal, Reit, Reut, Schneitberg, Schrannen, Stephansbergham, Stützenbruck, Sutten, Thal, Tiefengrub, Vils, Vogelsang, Westersbergham und Wies
  - Einöden Adermühle, Aign, Aiteröd, Albanstetten, Armannsberg, Asang, Asbach, Bach, Feichten, Feldmühle, Feuerberg, Floiten, Gallersgrub, Gammelsreut, Gerzenberg, Gerzer, Glatzmühle, Grabmühle, Haid, Ippenberg, Kaindl, Kammerlehen, Kiebelberg, Klause, Kochgrub, Königsreit, Kuglberg, Kuglöd, Loh,  Loh, Mellenberg, Obergrub, Öd, Oedgarten, Reith, Ringstetten, Scheueck, Schlicht, Schlott, Steinberg, Stockberg, Stopfen, Straß, Unterrettenbach, Veitelsöd, Vorrach, Winn, Wolfsteig, Zeil und Zeilbach

- Die Gemeinde Gerzen mit 28 Gemeindeteilen:
  - Pfarrdorf Gerzen
  - Kirchdörfer Lichtenhaag und Vilssattling
  - Dörfer Brunnad und Mangern
  - Weiler Onichreit, Plaika, Rutting und Sommerau
  - Einöden Ay, Berg, Germ, Gmain, Haubertshub, Hölzlgrub, Kammersöd, Mais, Meiselsöd, Neueck, Oberhof, Offensberg, Paradies, Pelzgarten, Reismühle, Resenöd, Schlicht, Weinberg und Wochenreit

- Die Gemeinde Hohenthann mit 62 Gemeindeteilen:
  - Pfarrdörfer Andermannsdorf, Hohenthann und Schmatzhausen
  - Kirchdörfer Grafenhaun, Oberergoldsbach, Petersglaim, Türkenfeld, Unkofen und Weihenstephan
  - Dörfer Bibelsbach, Eberstall, Kirchberg und Untergambach
  - Weiler Buch, Ettenkofen, Laber, Lehen, Mainzendorf, Obergambach, Pfarrkofen, Schmidhof, Wachelkofen, Windham und Zieglstadl
  - Einöden Aign, Altenburg, Altenkofen, Asbach, Auhof, Bergham, Bergkußl, Biberg, Donhof, Eichstätt, Gambachreuth, Gatzkofen, Hader, Heiligenbrunn, Hochreuth, Hub, Hummelsberg, Irlmühle, Kumpfmühle, Mantel, Mießling, Oberhaid, Oberhof, Oberndorf, Oed, Penkofen, Rehbügl, Roseneck, Schachten, Schmidsberg, Stranz, Unterhaid, Wachelkofenreuth, Weichsberg, Weihmühle, Weilmaier, Windkreuth und Windschlag

- Die Gemeinde Kröning mit 81 Gemeindeteilen:
  - Pfarrdörfer Dietelskirchen, Jesendorf und Kirchberg
  - Kirchdorf Wippstetten
  - Dörfer Bödldorf, Dietrichstetten, Hub, Hundspoint, Magersdorf, Oberkirchberg, Schaittenrain, Schmelling und Triendorf
  - Weiler Angersdorf, Buttenbach, Eggenöd, Geiselsdorf, Goben, Grammelsbrunn, Großbettenrain, Hacken, Hermannsreit, Kleinbettenrain, Kobl, Kröning, Krüglmühle, Mairhof, Oberschnittenkofen, Öd bei Dietelskirchen, Onersdorf, Postreit, Roß, Schachten, Stürming, Unterschnittenkofen, Wieselsberg bei Jesendorf, Wieselsberg bei Kirchberg, Wimm, Zeilbach und Zurlberg
  - Einöden Abes, Asbach, Brandlberg, Eck, Edengoben, Eppenöd, Flexöd, Froschöd, Gaiberg, Götzberg, Hergassen, Hermannseck, Hermannsöd, Hundham, Kerschöd, Koblpoint, Kreuzhäusl, Kronast, Leisteneck, Lichteneck, Maisthan, Oberklöham, Öd bei Kirchberg, Ölhart, Otzlberg, Paring, Rabenanger, Reit, Sandmann, Scheuereck, Schibitz, Schlaureit, Schönau, Sommersberg, Spielötz, Stein, Stocka, Straß, Strobleck, Unterbettenbach und Unterklöham

- Die Gemeinde Kumhausen mit 49 Gemeindeteilen:
  - Pfarrdorf Obergangkofen
  - Kirchdörfer Götzdorf, Grammelkam, Hohenegglkofen und Preisenberg
  - Dörfer Hachelstuhl, Herbersdorf, Kumhausen, Mantelkam, Narrenstetten, Niederkam, Siegerstetten, Untergangkofen und Windten
  - Weiler Allmannsdorf, Altenbach, Berndorf, Eck an der Straß, Eichet, Eierkam, Hausberg, Höhenberg, Kammer, Kumberg, Oberdessing, Oberfimbach, Unterdessing, Unterhöfen, Vogen und Walpersdorf
  - Einöden Allkofen, Dettenkofen, Gammel, Grillberg, Hillersbach, Obergrub, Oberhöfen, Oberschönbach, Rammelkam, Rastorf, Ried, Ried an der Straße, Roßberg, Seitenberg, Stadel, Straßgrub, Untergrub, Urlasbühl und Weihbüchl

- Die Gemeinde Neufahrn i.NB mit 25 Gemeindeteilen:
  - Pfarrdörfer Asenkofen, Hebramsdorf, Hofendorf und Neufahrn i.NB.
  - Kirchdörfer Piegendorf und Rohrberg
  - Dörfer Altensdorf, Ettenkofen, Oberndorf, Schaltdorf und Winklsaß
  - Weiler Gämelkofen, Walpersdorf und Wurmdorf
  - Einöden Aumühle, Eselmühle, Etzenbach, Humpl, Moosmühle, Neufahrnreut, Panzermühle, Sachsendorf, Sankt Anna, Winisaureuth und Winklsaßreuth

- Die Gemeinde Neufraunhofen mit 42 Gemeindeteilen:
  - Pfarrdörfer Hinterskirchen und Neufraunhofen
  - Dörfer Asbach, Dombach, Hohenwart, Niederbayerbach und Pisl
  - Weiler mit Kirche Georgenzell
  - Weiler Aign, Angersöd, Bichl, Haberthal, Hub, Kaltenberg, Kobl, Kronberg, Oberegglhof, Osenwinkl, Rettenbach, Ried, Schrankbaum und Vielberg
  - Einöden Bindelhub, Breitenaich, Breitenwies, Brunn, Eck, Engelsberg, Hanszell, Hungerham, Kasthal, Kleeberg, Kletzenöd, Krüglau, Lehen, Maierthal, Ofen, Scheidham, Schirkhof, Straß, Streitberg und Thal

- Die Gemeinde Niederaichbach mit 31 Gemeindeteilen:
  - Pfarrdörfer Niederaichbach und Oberaichbach
  - Kirchdörfer Goldern, Hüttenkofen, Reichersdorf und Wolfsbach
  - Dorf Ruhmannsdorf
  - Weiler Bergham, Bergsdorf, Gadham, Lehen, Oberholz, Paring, Thalham und Wimm
  - Einöden Egl, Froschgrub, Gaishof, Grafenöd, Grub, Haag, Haid, Höhenberg, Hutzenthal, Impenbach, Klang, Kollersöd, Oberskirchen, Schlegelberg, Taschenmais und Thannenbach

- Die Gemeinde Obersüßbach mit 23 Gemeindeteilen:
  - Pfarrdorf Obersüßbach
  - Kirchdörfer Niedersüßbach und Obermünchen
  - Weiler Haslau, Martinszell, Niedermünchen, Reitersberg, Traich, Ulrichsried, Unterviecht, Waltendorf, Winkel und Zieglreuth
  - Einöden Abraham, Aggstall, Eck, Freyung, Kolmöd, Kothineck, Thal, Ungarischwall, Walchzell und Winkelsbach

- Der Markt Pfeffenhausen mit 58 Gemeindeteilen:
  - Hauptort Pfeffenhausen
  - Pfarrdörfer Niederhornbach, Pfaffendorf und Rainertshausen
  - Kirchdörfer Baldershausen, Egglhausen, Koppenwall, Oberhornbach und Oberlauterbach
  - Dörfer Hintlaber, Holzhausen, Leitendorf, Ludmannsdorf, Tabakried, Thonhausen und Weikersdorf
  - Weiler Backlreuth, Dürnwind, Ebenhausen, Egg, Eggersdorf, Elfing, Engelsdorf, Hochreit, Holzen, Indorf, Lutzmannsdorf, Neßlthal, Spitzau und Unterspiegelreuth
  - Einöden Anzelstetten, Attenberg, Berg, Burghart, Dirnberg, Dürnwall, Eckhof, Eichstätt, Englmühle, Frauenhof, Gasselsberg, Haarland, Hackendorf, Hagenburg, Langenwies, Limbach, Mantlach, Mösberg, Obergrub, Oberspiegelreuth, Osterwind, Prammersberg, Priel, Sachsenhausen, Seemühle, Steig, Wolfau und Zornhof

- Die Gemeinde Postau mit 20 Gemeindeteilen:
  - Pfarrdörfer Moosthann und Postau
  - Kirchdörfer Grießenbach, Oberköllnbach, Unholzing und Unterköllnbach
  - Dorf Hofberg. Die Weiler Armannsberg, Irlsbrunn und Trauseneck
  - Einöden Einaich, Hagmühle, Hahnreuth, Höhenberg, Hopfenspirg, Kirchthann, Roglkreuth, Stegmühle, Stockau und Wasenstatt

- Die Stadt Rottenburg an der Laaber mit 69 Gemeindeteilen:
  - Hauptort Rottenburg an der Laaber
  - Pfarrdörfer Inkofen und Oberhatzkofen
  - Kirchdörfer Gisseltshausen, Högldorf, Münster, Niedereulenbach, Niederhatzkofen, Oberotterbach, Oberroning, Pattendorf, Schaltdorf und Unterlauterbach
  - Dörfer Bogenhausen, Eschenloh, Furth, Gebersdorf, Niederroning, Rahstorf und Steinbach
  - Weiler Allgramsdorf, Haag, Kreuzthann, Marktstauden, Muckendorf, Pfeffendorf, Pfifferling, Plunderdorf, Ramersdorf, Schirmbach, Schlamberg, Stein, Thomaszell und Unterotterbach
  - Einöden Brandhof, Breiten, Eggerach, Frechelsdorf, Geratsberg, Grünberg, Haunsberg, Hausmann, Heckmühle, Hofberg, Höfl, Lurz, Mitterhof, Oberaichgarten, Oberndorf, Obervorholzen, Oed, Pleckenhof, Preckmühle, Reckerszell, Reinischgrub, Ried, Scharmühle, Schierlkofen, Schleifmühle, Seidersbuch, Steckengrub, Unteraichgarten, Unterbuch, Untervorholzen, Viehhausen, Weiher, Weltendorf, Wiedenberg und Wolferthau

- Die Gemeinde Schalkham mit 40 Gemeindeteilen:
  - Pfarrdörfer Johannesbrunn, Leberskirchen und Westerskirchen
  - Dörfer Allersbach, Guntersdorf und Untertinsbach
  - Weiler Berg, Dornau, Eggenpoint, Großhochreit, Kerschberg, Möllersdorf, Prosberg, Schalkham und Vorrach
  - Einöden Aim, Brandhof, Forsthof, Gall, Geigermann, Großscherneck, Hanglberg, Hochreit, Hof, Höfengrub, Höllthal, Hufnaglberg, Hungerham, Kleinhochreit, Kleinscherneck, Längermühle, Muntersgrub, Obertinsbach, Rabiswimm, Scheiben, Steffelsöd, Straß, Thal, Trautmannsberg und Wörthmühle

- Die Gemeinde Tiefenbach mit 26 Gemeindeteilen:
  - Pfarrdörfer Ast und Zweikirchen
  - Kirchdörfer Heidenkam, Tiefenbach und Untergolding
  - Dörfer Gütersdorf, Mittergolding, Obergolding, Schloßberg und Stachersdorf
  - Weiler Appersdorf, Badhaus Ast, Binsham, Gleißenbach und Unterbachham
  - Einöden Ehrnsdorf, Oberbachham, Oberfroschham, Schießeneck, Schraham, Seepoint, Siegersdorf, Steffing, Thalham, Weiherhäuser und Zottenberg

- Der Markt Velden mit 130 Gemeindeteilen:
  - Hauptort Velden
  - Pfarrdörfer Eberspoint und Untervilslern
  - Kirchdörfer Kleinvelden und Ruprechtsberg
  - Dörfer Atzmannsdorf, Biedenbach, Bruck, Grünzing, Hackenkam, Hub, Obervilslern, Stockham und Viehweide
  - Weiler mit Kirche Erlach, Kreuz, Mariaberg, Schlegelsreit und Vilssöhl
  - Weiler Babing, Biedersdorf, Burghab, Eggersgrub, Eichten, Erzmannsdorf, Hackelsberg, Haid, Herrneck, Hintelsberg, Hofbruck, Holzhäuseln, Irrthal, Lahn, Maiersdorf, Marsberg, Martinsberg, Moosing, Oberbabing, Oberensbach, Pfenningsöd, Putzenberg, Raffelberg, Rimberg, Rundthal, Sattelstatt, Unterensbach, Unterschweibach, Vils und Walln
  - Einöden Aichelsberg, Aign, Alteberspoint, Asching, Asenreit, Bach, Bachmühle, Baueröd, Birnkam, Brandstätt, Burg, Eberlsöd, Eglso, Einäuglmühle, Elling, Exenberg, Feuchten, Fischbach, Forsthof, Futteröd, Futtersöd, Geratsfurth, Giglberg I, Giglberg II, Glocksberg, Gumpersberg, Guntersberg, Haideck, Haldenweber, Haselbach, Heinhub, Hinterkobl, Hinteröd, Hirschhof, Höhenberg, Holzen, Holzen, Irreck, Kleinhaid, Koralden, Kothlehen, Kremshub, Kronwinkel, Kühloh, Lehen, Leiten, Lug, Maierhof, Miethal, Mitterschweibach, Mölling, Nehaid, Neunehaid, Oberschweibach, Ofen, Paulusberg, Pretzkobl, Ringofen, Rothenwald, Rothweg, Schafhausen, Schapfthal, Schmidten, Schmitten, Schöllamühle, Schurfsöd, Schwarzeck, Schwarzmoos, See, Seidlthal, Spindlhäusl, Spitzlbach, Stietenöd, Straß, Strohhof, Wagensberg, Walding, Weiher, Wildberg, Willgrub und Zweifurth

- Die Stadt Vilsbiburg mit 152 Gemeindeteilen:
  - Hauptort Vilsbiburg
  - Pfarrdörfer Gaindorf und Seyboldsdorf
  - Kirchdörfer Frauensattling, Geiselsdorf, Giersdorf, Haarbach, Herrnfelden, Solling und Tattendorf
  - Dörfer Achldorf, Grub, Mühlen, Reichreit, Tannet und Trauterfing
  - Weiler mit Kirche Frauenhaarbach, Johanneskirchen, Kirchstetten und Oberenglberg
  - Weiler Aim, Ay, Brandlmaierbach, Buckleck, Bürg, Dasching, Eck, Frauenau, Geratspoint, Großmaulberg, Grub, Hinzing, Hippenstall, Hörasdorf, Irleswimm, Klause, Kurzbach, Landesberg, Maierbach, Neißl, Niedersattling, Oed, Pfaffenbach, Pirken, Rumpfing, Schaidham, Schnedenhaarbach, Seidlhub, Spitzenberg, Thalham, Unterenglberg, Wies, Wolferding und Zeiling
  - Einöden Adlhub, Aichberg, Ammersöd, Anzenberg, Baumgarten, Berg, Blamberg, Blashub, Bründl, Derndlmühl, Dumseck, Eckweg, Eibelswimm, Eiselsberg, Ellersberg, Falkenberg, Feldkirchen, Friesing, Gassau, Giglberg, Goldbrunn, Grieshäusl, Großrauchenstein, Grundlhub, Günzenhub, Hackelsberg, Haidberg, Hartlsöd, Haubenberg, Hermannsöd, Hinterwimm, Hofstetten, Holzen, Kalteneck, Karwill, Kienberg, Kleinay, Kleingrub, Kleinmaulberg, Kleinrauchenstein, Kögleck, Kollmannsberg, Köpfelsberg, Kratzen, Kreuzaign, Lernbuch, Lichtenburg, Lofeneck, Loh, Loh, Lohe, Mais, Marxbauer, Marxhub, Motting, Niedermühle, Oberbach, Oberlanding, Oberschellenberg, Ödwimm, Pirken, Prading, Rechersberg, Reichenöd, Reisach, Reit, Reschen, Rieberseck, Rieder im Feld, Ritthal, Rofoldsreit, Rombach, Saching, Sand, Schachten, Schnabing, Schußöd, Schußreit, Spielberg, Stadel, Stadelöd, Stadl, Stadlöd, Streifenöd, Streunweinmühle, Thal I, Thal II, Thalham, Ulring, Unterlanding, Unterschellenberg, Vockhof, Wachsenberg, Wald, Weißenberg, Wiethal, Wimpassing und Wölflau

- Die Gemeinde Vilsheim mit 27 Gemeindeteilen:
  - Pfarrdörfer Gundihausen und Vilsheim
  - Kirchdörfer Kemoden, Münchsdorf und Reichersdorf
  - Dörfer Altenburg, Kapfing, Langenvils und Lechau
  - Weiler Auholz, Freiing, Gessendorf, Kaltenbrunn, Kesselbach, Schweiberg, Thannlohe, Unterfroschham und Wieskatzing
  - Einöden Damm, Hupferding, Kerschreuth, Matzenau, Obersteppach, Reitgarten, Schellenberg, Stadl und Viehhausen

- Die Gemeinde Weihmichl mit 28 Gemeindeteilen:
  - Pfarrdörfer Unterneuhausen und Weihmichl
  - Kirchdörfer Oberneuhausen und Stollnried
  - Dörfer Edenland und Oberndorf
  - Weiler Gabisreuth, Halshorn, Unterschwendt und Zell
  - Einöden Aich, Ebensland, Haimhausen, Jungreuth, Katzenthal, Kittlau, Kornmühle, Liebeneck, Oberschwendt, Schachten, Straßhäusl, Täublmühle, Untergrub, Unterkreutholz, Vorthan, Weihern, Wochesland und Zell am Berg

- Die Gemeinde Weng mit 11 Gemeindeteilen:
  - Pfarrdorf Veitsbuch
  - Kirchdörfer Hinzlbach, Hörmannsdorf, Moosberg und Weng
  - Dorf Hösacker
  - Weiler Leinbach, Pestendorf und Raffach
  - Einöden Dreifaltigkeitsberg und Pattendorf

- Die Gemeinde Wörth an der Isar mit 2 Gemeindeteilen:
  - Pfarrdorf Wörth an der Isar
  - Einöde Degernau

- Die Gemeinde Wurmsham mit 91 Gemeindeteilen:
  - Pfarrdörfer Pauluszell und Seifriedswörth
  - Kirchdörfer Gifthal, Münster und Wurmsham
  - Weiler Eggersdorfen, Englbrechting, Haag, Harham, Hasenreit, Hub, Imming, Kasbach, Katzing, Kining, Lehrhub, Metzen, Müllerthann, Neubreitenau, Niederwurmsham, Oberbreitenau, Oberrammelsberg, Ostenthann, Schleichwies, Schlott, Seeon, Stockham, Stockloh, Unterbreitenau, Wald und Weichslgarten
  - Einöde mit Kirche Niklashaag
  - Einöden Antholzen, Asang, Auburg, Bichlhaag, Bockstatt, Burm, Christlberg, Eglsreit, Faltern, Geiern, Giglberg, Gutthät, Hangersmühle, Hasl, Hilgen, Hinterhaag, Hobmannsberg, Holmannsberg, Holzmühle, Kamhub, Kleinvohberg, Klenglbrunn, Kneisting, Krugsöd, Kupferstatt, Lehen, Loh, Lohbichl, Lützlburg, Manhartsstatt, Maurell, Mitteralting, Münzloh, Neualting, Niederalting, Oberloh, Pretzhof, Reit, Ried, Riedberg, Scheuern, Schmidreit, Söllastock, Stadl, Stadl, Straßhäusl, Übl, Unterrammelsberg, Unterthann, Vielhub, Vohburg, Weg, Weibering, Weiher, Wies, Wiesthal, Winkl, Zellbach und Zieglgrub

## Alphabetische Liste
In Fettschrift erscheinen die Orte, die namengebend für die Gemeinde sind, in Kursivschrift ehemalige Gemeindehauptorte vor der Kommunalreform.

### A
- Abensbach zu Aham
- Abensberg zu Altdorf
- Abes zu Kröning
- Abraham zu Obersüßbach
- Achldorf zu Vilsbiburg
- Adermühle zu Geisenhausen
- Adlhub zu Vilsbiburg
- Adlkofen
- Aggstall zu Obersüßbach
- Aham
- Aich zu Altdorf
- Aich zu Baierbach
- Aich zu Bodenkirchen
- Aich zu Weihmichl
- Aichberg zu Vilsbiburg
- Aichelsberg zu Velden
- Aign zu Adlkofen
- Aign zu Geisenhausen
- Aign zu Hohenthann
- Aign zu Neufraunhofen
- Aign zu Velden
- Aim zu Schalkham
- Aim zu Vilsbiburg
- Aiteröd zu Geisenhausen
- Albanstetten zu Geisenhausen
- Albing zu Ergolding
- Allersbach zu Schalkham
- Allgramsdorf zu Rottenburg a.d.Laaber
- Allkofen zu Kumhausen
- Allmannsberg zu Geisenhausen
- Allmannsdorf zu Kumhausen
- Almenhof zu Ergolding
- Almosenbachhorn zu Bruckberg
- Alram zu Aham
- Altdorf
- Alteberspoint zu Velden
- Altenbach zu Kumhausen
- Altenburg zu Hohenthann
- Altenburg zu Vilsheim
- Altenkofen zu Hohenthann
- Altensdorf zu Neufahrn i.NB
- Altfaltersberg zu Bodenkirchen
- Altfraunhofen
- Altheim zu Essenbach
- Altweg zu Baierbach
- Am Klosterholz zu Ergolding
- Ammersöd zu Vilsbiburg
- Andermannsdorf zu Hohenthann
- Angersdorf zu Kröning
- Angersöd zu Neufraunhofen
- Anglhub zu Furth
- Ankam zu Altfraunhofen
- Antholzen zu Wurmsham
- Antloh zu Bruckberg
- Anzelstetten zu Pfeffenhausen
- Anzenberg zu Vilsbiburg
- Appersdorf zu Tiefenbach
- Armannsberg zu Adlkofen
- Armannsberg zu Geisenhausen
- Armannsberg zu Postau
- Arth zu Furth
- Artlkofen zu Essenbach
- Asang zu Bruckberg
- Asang zu Geisenhausen
- Asang zu Wurmsham
- Asbach zu Geisenhausen
- Asbach zu Hohenthann
- Asbach zu Kröning
- Asbach zu Neufraunhofen
- Asching zu Velden
- Asenkofen zu Neufahrn i.NB
- Asenreit zu Velden
- Ast zu Tiefenbach
- Attenberg zu Baierbach
- Attenberg zu Pfeffenhausen
- Attenhausen zu Bruckberg
- Atzmannsdorf zu Velden
- Auburg zu Wurmsham
- Aufham zu Altfraunhofen
- Auhof zu Hohenthann
- Auholz zu Vilsheim
- Aukam zu Geisenhausen
- Aumühle zu Neufahrn i.NB
- Ay zu Adlkofen
- Ay zu Gerzen
- Ay zu Vilsbiburg

↑ Zurück zum Inhaltsverzeichnis

### B
- Babing zu Velden
- Bach zu Bodenkirchen
- Bach zu Geisenhausen
- Bach zu Velden
- Bachhorn zu Bruckberg
- Bachmühle zu Velden
- Backlreuth zu Pfeffenhausen
- Badhaus Ast zu Tiefenbach
- Baierbach
- Baldershausen zu Pfeffenhausen
- Barting zu Bodenkirchen
- Bauernseiboldsdorf zu Bodenkirchen
- Baueröd zu Velden
- Baumgarten zu Adlkofen
- Baumgarten zu Altfraunhofen
- Baumgarten zu Vilsbiburg
- Bayerbach b.Ergoldsbach
- Bendlreuth zu Buch a.Erlbach
- Berg zu Adlkofen
- Berg zu Gerzen
- Berg zu Pfeffenhausen
- Berg zu Schalkham
- Berg zu Vilsbiburg
- Bergham zu Hohenthann
- Bergham zu Niederaichbach
- Berghaus zu Furth
- Berghäusl zu Baierbach
- Berghofen zu Aham
- Berghofen zu Eching
- Bergkußl zu Hohenthann
- Bergsdorf zu Niederaichbach
- Berndorf zu Kumhausen
- Bettenbach zu Geisenhausen
- Beutelhausen zu Adlkofen
- Beutelhausen zu Bruckberg
- Bibelsbach zu Hohenthann
- Biberg zu Hohenthann
- Bichl zu Neufraunhofen
- Bichlhaag zu Wurmsham
- Biedenbach zu Velden
- Biedersdorf zu Velden
- Binabiburg zu Bodenkirchen
- Binastorf zu Bodenkirchen
- Bindelhub zu Neufraunhofen
- Binsham zu Tiefenbach
- Birken zu Geisenhausen
- Birnkam zu Velden
- Birnkofen zu Adlkofen
- Blaimberg zu Altfraunhofen
- Blaimberg zu Eching
- Blamberg zu Aham
- Blamberg zu Vilsbiburg
- Blashub zu Vilsbiburg
- Bleiwimm zu Adlkofen
- Blumberg zu Adlkofen
- Bockhub zu Baierbach
- Bockstatt zu Wurmsham
- Bodenkirchen
- Bödldorf zu Kröning
- Bogenhausen zu Rottenburg a.d.Laaber
- Böglkreut zu Bayerbach b.Ergoldsbach
- Bonbruck zu Bodenkirchen
- Boybeck zu Bruckberg
- Brandhof zu Rottenburg a.d.Laaber
- Brandhof zu Schalkham
- Brandlberg zu Kröning
- Brandlmaierbach zu Vilsbiburg
- Brandstätt zu Velden
- Breiten zu Rottenburg a.d.Laaber
- Breitenaich zu Neufraunhofen
- Breitenwies zu Neufraunhofen
- Breitreit zu Bodenkirchen
- Brenneisen zu Ergolding
- Bruck zu Velden
- Bruckbach zu Essenbach
- Bruckberg
- Bruckbergerau zu Bruckberg
- Bründl zu Vilsbiburg
- Brunn zu Adlkofen
- Brunn zu Neufraunhofen
- Brunnad zu Gerzen
- Buch zu Bodenkirchen
- Buch zu Bruckberg
- Buch zu Geisenhausen
- Buch zu Hohenthann
- Buch a.Erlbach
- Buchberg zu Bruckberg
- Buchenthal zu Altdorf
- Buchloh zu Aham
- Buchschachten zu Adlkofen
- Buckleck zu Vilsbiburg
- Burg zu Bodenkirchen
- Burg zu Velden
- Bürg zu Vilsbiburg
- Burghab zu Velden
- Burghart zu Pfeffenhausen
- Burm zu Wurmsham
- Buttenbach zu Kröning

↑ Zurück zum Inhaltsverzeichnis

### C
- Christlberg zu Wurmsham

↑ Zurück zum Inhaltsverzeichnis

### D
- Damm zu Vilsheim
- Dasching zu Vilsbiburg
- Dax zu Altdorf
- Dechantsreit zu Adlkofen
- Degernau zu Wörth a.d.Isar
- Derndlmühl zu Vilsbiburg
- Dettenkofen zu Kumhausen
- Deutenkofen zu Adlkofen
- Diemannskirchen zu Geisenhausen
- Dietelskirchen zu Kröning
- Dietrichstetten zu Kröning
- Dirnaibach zu Buch a.Erlbach
- Dirnberg zu Pfeffenhausen
- Dombach zu Neufraunhofen
- Donhof zu Hohenthann
- Dornau zu Schalkham
- Dreifaltigkeit zu Aham
- Dreifaltigkeitsberg zu Weng
- Dumseck zu Vilsbiburg
- Duniwang zu Essenbach
- Dürnaich zu Bayerbach b.Ergoldsbach
- Dürnwall zu Pfeffenhausen
- Dürnwind zu Pfeffenhausen
- Dürrenhettenbach zu Ergoldsbach

↑ Zurück zum Inhaltsverzeichnis

### E
- Ebenhausen zu Pfeffenhausen
- Ebensland zu Weihmichl
- Eberlsöd zu Velden
- Eberspoint zu Velden
- Eberstall zu Hohenthann
- Eching
- Eck zu Kröning
- Eck zu Neufraunhofen
- Eck zu Obersüßbach
- Eck zu Vilsbiburg
- Eck an der Straß zu Kumhausen
- Eckenhausen zu Furth
- Eckhof zu Pfeffenhausen
- Eckweg zu Vilsbiburg
- Edengoben zu Kröning
- Edenland zu Weihmichl
- Edgarten zu Baierbach
- Edlkofen zu Bruckberg
- Edlmannsberg zu Furth
- Egg zu Pfeffenhausen
- Eggenöd zu Kröning
- Eggenpoint zu Schalkham
- Eggerach zu Rottenburg a.d.Laaber
- Eggersdorf zu Bruckberg
- Eggersdorf zu Pfeffenhausen
- Eggersdorfen zu Wurmsham
- Eggersgrub zu Velden
- Egglhausen zu Pfeffenhausen
- Eging zu Altfraunhofen
- Egl zu Niederaichbach
- Eglberg zu Adlkofen
- Eglberg zu Aham
- Eglso zu Velden
- Eglsreit zu Wurmsham
- Ehrnsdorf zu Tiefenbach
- Eibelswimm zu Vilsbiburg
- Eichet zu Kumhausen
- Eichmühle zu Aham
- Eichstätt zu Hohenthann
- Eichstätt zu Pfeffenhausen
- Eichten zu Velden
- Eierkam zu Kumhausen
- Einaich zu Postau
- Einäuglmühle zu Velden
- Einkreut zu Ergoldsbach
- Einsiedlhof zu Bodenkirchen
- Eiselsberg zu Vilsbiburg
- Eiselsdorf zu Geisenhausen
- Elfing zu Pfeffenhausen
- Ellenbogen zu Bodenkirchen
- Ellersberg zu Vilsbiburg
- Elling zu Velden
- Emiching zu Bodenkirchen
- Engelsberg zu Neufraunhofen
- Engelsdorf zu Bruckberg
- Engelsdorf zu Pfeffenhausen
- Enghof zu Furth
- Engkofen zu Adlkofen
- Engkofen zu Aham
- England zu Buch a.Erlbach
- Englbrechting zu Wurmsham
- Englmühle zu Pfeffenhausen
- Ensbach zu Bodenkirchen
- Entwies zu Furth
- Eppenöd zu Kröning
- Ergolding
- Ergoldsbach
- Erlach zu Velden
- Erling zu Aham
- Ernstgraben zu Aham
- Erzmannsdorf zu Velden
- Eschenloh zu Rottenburg a.d.Laaber
- Eselmühle zu Neufahrn i.NB
- Essenbach
- Ettenkofen zu Hohenthann
- Ettenkofen zu Neufahrn i.NB
- Etzenbach zu Neufahrn i.NB
- Etzhäusel zu Adlkofen
- Eugenbach zu Altdorf
- Exenberg zu Velden

↑ Zurück zum Inhaltsverzeichnis

### F
- Fahring zu Baierbach
- Falkenberg zu Vilsbiburg
- Faltern zu Adlkofen
- Faltern zu Wurmsham
- Feichten zu Adlkofen
- Feichten zu Geisenhausen
- Feistenaich zu Bayerbach b.Ergoldsbach
- Feldkirchen zu Geisenhausen
- Feldkirchen zu Vilsbiburg
- Feldmann zu Furth
- Feldmühle zu Geisenhausen
- Ferchenstauden zu Aham
- Feuchten zu Bayerbach b.Ergoldsbach
- Feuchten zu Velden
- Feuerberg zu Geisenhausen
- Fimbach zu Geisenhausen
- Fischbach zu Velden
- Flexöd zu Kröning
- Floiten zu Geisenhausen
- Forstaibach zu Buch a.Erlbach
- Forstenrode zu Adlkofen
- Forstenrode zu Adlkofen
- Forsthof zu Schalkham
- Forsthof zu Velden
- Frauenau zu Vilsbiburg
- Frauenhaarbach zu Vilsbiburg
- Frauenhof zu Pfeffenhausen
- Frauensattling zu Vilsbiburg
- Frauenwies zu Ergoldsbach
- Frechelsdorf zu Rottenburg a.d.Laaber
- Freidling zu Buch a.Erlbach
- Freiing zu Vilsheim
- Freyung zu Obersüßbach
- Friesing zu Vilsbiburg
- Frohnberg zu Furth
- Froschau zu Bodenkirchen
- Froschgrub zu Niederaichbach
- Froschöd zu Kröning
- Fürst zu Aham
- Furth zu Bodenkirchen
- Furth
- Furth zu Rottenburg a.d.Laaber
- Futteröd zu Velden
- Futtersöd zu Velden

↑ Zurück zum Inhaltsverzeichnis

### G
- Gabisreuth zu Weihmichl
- Gaden zu Essenbach
- Gadham zu Niederaichbach
- Gaiberg zu Kröning
- Gaindorf zu Vilsbiburg
- Gaishof zu Niederaichbach
- Gall zu Schalkham
- Galleneck zu Furth
- Gallersgrub zu Geisenhausen
- Gallusberg zu Altfraunhofen
- Gambachreuth zu Hohenthann
- Gämelkofen zu Neufahrn i.NB
- Gammel zu Kumhausen
- Gammelsreut zu Geisenhausen
- Gansenöd zu Bodenkirchen
- Ganslberg zu Altdorf
- Ganslmaier zu Bayerbach b.Ergoldsbach
- Garnzell zu Buch a.Erlbach
- Garsberg zu Adlkofen
- Gassau zu Bodenkirchen
- Gassau zu Vilsbiburg
- Gasselsberg zu Pfeffenhausen
- Gastorf zu Buch a.Erlbach
- Gatzkofen zu Hohenthann
- Gaunkofen zu Essenbach
- Gebersdorf zu Rottenburg a.d.Laaber
- Geberskirchen zu Furth
- Geiern zu Wurmsham
- Geigenberg zu Aham
- Geigermann zu Schalkham
- Geiselsdorf zu Kröning
- Geiselsdorf zu Vilsbiburg
- Geisenhausen
- Gelting zu Bodenkirchen
- Georgenzell zu Neufraunhofen
- Gerabach zu Bayerbach b.Ergoldsbach
- Geratsberg zu Rottenburg a.d.Laaber
- Geratsfurt zu Bodenkirchen
- Geratsfurth zu Velden
- Geratspoint zu Vilsbiburg
- Germ zu Gerzen
- Gersteneck zu Adlkofen
- Gerzen
- Gerzenberg zu Geisenhausen
- Gerzer zu Geisenhausen
- Gessendorf zu Vilsheim
- Giersdorf zu Vilsbiburg
- Gifthal zu Wurmsham
- Giglberg zu Geisenhausen
- Giglberg zu Velden
- Giglberg zu Velden
- Giglberg zu Vilsbiburg
- Giglberg zu Wurmsham
- Gillisau zu Bayerbach b.Ergoldsbach
- Ginglkofen zu Essenbach
- Girglhaid zu Adlkofen
- Girstham zu Furth
- Gisseltshausen zu Rottenburg a.d.Laaber
- Glatzmühle zu Geisenhausen
- Gleißenbach zu Tiefenbach
- Glöcklberg zu Ergolding
- Glocksberg zu Velden
- Gmain zu Gerzen
- Gnarn zu Ergoldsbach
- Goben zu Kröning
- Goldbrunn zu Vilsbiburg
- Goldern zu Niederaichbach
- Göttlkofen zu Adlkofen
- Götzberg zu Kröning
- Götzdorf zu Bodenkirchen
- Götzdorf zu Kumhausen
- Gräben zu Adlkofen
- Grabing zu Bodenkirchen
- Grabmühle zu Geisenhausen
- Grafenhaun zu Hohenthann
- Grafenöd zu Niederaichbach
- Grammelkam zu Kumhausen
- Grammelsbrunn zu Kröning
- Grandsberg zu Ergolding
- Gredhaus zu Bruckberg
- Greilsberg zu Bayerbach b.Ergoldsbach
- Grienzing zu Bodenkirchen
- Grieshäusl zu Vilsbiburg
- Grießenbach zu Postau
- Grillberg zu Kumhausen
- Großaibacherforst zu Buch a.Erlbach
- Großbettenrain zu Kröning
- Großbirken zu Adlkofen
- Großhochreit zu Schalkham
- Großmaulberg zu Vilsbiburg
- Großrauchenstein zu Vilsbiburg
- Großscherneck zu Schalkham
- Grub zu Bodenkirchen
- Grub zu Eching
- Grub zu Niederaichbach
- Grub zu Vilsbiburg
- Grub zu Vilsbiburg
- Grubhof zu Bodenkirchen
- Grubloh zu Bodenkirchen
- Grünberg zu Rottenburg a.d.Laaber
- Grundlhub zu Vilsbiburg
- Grünn zu Adlkofen
- Grünzing zu Velden
- Gstaudach zu Altdorf
- Guggenberg zu Altfraunhofen
- Gumpersberg zu Velden
- Gundihausen zu Vilsheim
- Gündlkofen zu Bruckberg
- Guntendorf zu Aham
- Guntersberg zu Velden
- Guntersdorf zu Schalkham
- Günzenhub zu Vilsbiburg
- Günzkofen zu Adlkofen
- Gütersdorf zu Tiefenbach
- Gutthät zu Wurmsham

↑ Zurück zum Inhaltsverzeichnis

### H
- Haag zu Aham
- Haag zu Eching
- Haag zu Niederaichbach
- Haag zu Rottenburg a.d.Laaber
- Haag zu Wurmsham
- Haarbach zu Vilsbiburg
- Haarland zu Pfeffenhausen
- Haarpoint zu Aham
- Haberthal zu Neufraunhofen
- Hachelstuhl zu Kumhausen
- Hack zu Bruckberg
- Hackelsberg zu Velden
- Hackelsberg zu Vilsbiburg
- Hacken zu Kröning
- Hackendorf zu Pfeffenhausen
- Hackenkam zu Velden
- Hader zu Bruckberg
- Hader zu Ergolding
- Hader zu Hohenthann
- Hagenau zu Adlkofen
- Hagenau zu Geisenhausen
- Hagenburg zu Pfeffenhausen
- Hagmühle zu Postau
- Hahnreuth zu Postau
- Haid zu Baierbach
- Haid zu Geisenhausen
- Haid zu Niederaichbach
- Haid zu Velden
- Haidberg zu Vilsbiburg
- Haideck zu Velden
- Haimhausen zu Weihmichl
- Hainzing zu Bodenkirchen
- Haldenweber zu Velden
- Halshorn zu Weihmichl
- Hangersmühle zu Wurmsham
- Hanglberg zu Schalkham
- Hanigey zu Altfraunhofen
- Hannsmal zu Aham
- Hanszell zu Neufraunhofen
- Hargarding zu Bodenkirchen
- Harham zu Wurmsham
- Harskirchen zu Adlkofen
- Hart zu Ergolding
- Hartbeckerforst zu Buch a.Erlbach
- Hartlsöd zu Vilsbiburg
- Hartshausen zu Bruckberg
- Hasam zu Bodenkirchen
- Haselbach zu Geisenhausen
- Haselbach zu Velden
- Haselfurth zu Eching
- Haselhub zu Altfraunhofen
- Haselwies zu Ergoldsbach
- Haseneck zu Furth
- Hasenreit zu Wurmsham
- Hasl zu Wurmsham
- Haslach zu Bruckberg
- Haslau zu Obersüßbach
- Haubenberg zu Vilsbiburg
- Haubertshub zu Gerzen
- Haumpolding zu Bodenkirchen
- Haunersdorf zu Geisenhausen
- Haunmühle zu Altdorf
- Haunsberg zu Rottenburg a.d.Laaber
- Haunwang zu Eching
- Haunzenbergersöll zu Bodenkirchen
- Hausberg zu Aham
- Hausberg zu Kumhausen
- Hauslehen zu Adlkofen
- Hauslweid zu Bodenkirchen
- Hausmann zu Rottenburg a.d.Laaber
- Hebenstreit zu Furth
- Hebramsdorf zu Neufahrn i.NB
- Heckmühle zu Rottenburg a.d.Laaber
- Heidenkam zu Tiefenbach
- Heiglberg zu Aham
- Heiligenbrunn zu Hohenthann
- Heindlfeld zu Altdorf
- Heinhub zu Velden
- Heinzelwinkl zu Eching
- Helmsau zu Geisenhausen
- Helmsdorf zu Geisenhausen
- Herbersdorf zu Kumhausen
- Hergassen zu Kröning
- Hermannseck zu Kröning
- Hermannskirchen zu Geisenhausen
- Hermannsöd zu Aham
- Hermannsöd zu Kröning
- Hermannsöd zu Vilsbiburg
- Hermannsreit zu Kröning
- Herrneck zu Velden
- Herrnfelden zu Vilsbiburg
- Hettenkofen zu Adlkofen
- Hetzenbach zu Furth
- Hetzenweb zu Bruckberg
- Hilgen zu Wurmsham
- Hillau zu Adlkofen
- Hillersbach zu Kumhausen
- Hilling zu Bodenkirchen
- Himmelreich zu Bodenkirchen
- Hintelsberg zu Velden
- Hinterhaag zu Wurmsham
- Hinterhaid zu Furth
- Hinterkobl zu Velden
- Hinteröd zu Bodenkirchen
- Hinteröd zu Velden
- Hinterskirchen zu Neufraunhofen
- Hintersteig zu Furth
- Hinterwimm zu Vilsbiburg
- Hintlaber zu Pfeffenhausen
- Hinzing zu Vilsbiburg
- Hinzlbach zu Weng
- Hippenstall zu Vilsbiburg
- Hirnkofen zu Essenbach
- Hirschhof zu Velden
- Hitzenberg zu Aham
- Hobmannsberg zu Wurmsham
- Hochkreuth zu Furth
- Hochmoos zu Bayerbach b.Ergoldsbach
- Hochreit zu Pfeffenhausen
- Hochreit zu Schalkham
- Hochreuth zu Hohenthann
- Hof zu Baierbach
- Hof zu Schalkham
- Hofberg zu Postau
- Hofberg zu Rottenburg a.d.Laaber
- Hofbruck zu Velden
- Höfen zu Altdorf
- Hofendorf zu Neufahrn i.NB
- Höfengrub zu Schalkham
- Hofenstall zu Buch a.Erlbach
- Hofham zu Eching
- Höfl zu Rottenburg a.d.Laaber
- Hofmühle zu Geisenhausen
- Hofstetten zu Adlkofen
- Hofstetten zu Vilsbiburg
- Högl zu Aham
- Högldorf zu Rottenburg a.d.Laaber
- Höhenberg zu Geisenhausen
- Höhenberg zu Kumhausen
- Höhenberg zu Niederaichbach
- Höhenberg zu Postau
- Höhenberg zu Velden
- Hohenegglkofen zu Kumhausen
- Hohenthann
- Hohenwart zu Neufraunhofen
- Hohlhof zu Geisenhausen
- Höll zu Adlkofen
- Höllkreut zu Furth
- Höllmühle zu Bodenkirchen
- Hollreit zu Bodenkirchen
- Höllthal zu Schalkham
- Holmannsberg zu Wurmsham
- Hölskofen zu Bayerbach b.Ergoldsbach
- Holzen zu Adlkofen
- Holzen zu Aham
- Holzen zu Buch a.Erlbach
- Holzen zu Essenbach
- Holzen zu Pfeffenhausen
- Holzen zu Velden
- Holzen zu Velden
- Holzen zu Vilsbiburg
- Holzhäuseln zu Altfraunhofen
- Holzhäuseln zu Buch a.Erlbach
- Holzhäuseln zu Velden
- Holzhausen zu Geisenhausen
- Holzhausen zu Pfeffenhausen
- Hölzl zu Baierbach
- Hölzlberg zu Aham
- Holzleiten zu Bodenkirchen
- Hölzlgrub zu Gerzen
- Holzmann zu Altfraunhofen
- Holzmühle zu Wurmsham
- Hopfenspirg zu Postau
- Hörasdorf zu Vilsbiburg
- Hörgenau zu Baierbach
- Hörlkam zu Geisenhausen
- Hörmannsdorf zu Bodenkirchen
- Hörmannsdorf zu Weng
- Hösacker zu Weng
- Höslpoint zu Aham
- Hotelkam zu Altfraunhofen
- Hub zu Altfraunhofen
- Hub zu Bodenkirchen
- Hub zu Hohenthann
- Hub zu Kröning
- Hub zu Neufraunhofen
- Hub zu Velden
- Hub zu Wurmsham
- Hubstetten zu Buch a.Erlbach
- Hufnaglberg zu Schalkham
- Hummelsberg zu Hohenthann
- Humpl zu Neufahrn i.NB
- Hundham zu Kröning
- Hundspoint zu Kröning
- Hungerham zu Neufraunhofen
- Hungerham zu Schalkham
- Hupferding zu Vilsheim
- Hustenöd zu Aham
- Hüttenfurth zu Eching
- Hüttenkofen zu Niederaichbach
- Hutzenthal zu Niederaichbach

↑ Zurück zum Inhaltsverzeichnis

### I
- Iffelkofen zu Ergoldsbach
- Imming zu Wurmsham
- Impenbach zu Niederaichbach
- Indorf zu Pfeffenhausen
- Inkofen zu Rottenburg a.d.Laaber
- Ippenberg zu Geisenhausen
- Irlach zu Geisenhausen
- Irlberg zu Altfraunhofen
- Irleswimm zu Vilsbiburg
- Irlmühle zu Hohenthann
- Irlsbrunn zu Postau
- Irrach zu Baierbach
- Irreck zu Velden
- Irrthal zu Velden

↑ Zurück zum Inhaltsverzeichnis

### J
- Jellenkofen zu Ergoldsbach
- Jenkofen zu Adlkofen
- Jesendorf zu Kröning
- Jesenkofen zu Bodenkirchen
- Johannesbergham zu Geisenhausen
- Johannesbrunn zu Schalkham
- Johanneskirchen zu Vilsbiburg
- Jungreuth zu Weihmichl

↑ Zurück zum Inhaltsverzeichnis

### K
- Kaindl zu Geisenhausen
- Kalteis zu Aham
- Kaltenberg zu Neufraunhofen
- Kaltenbrunn zu Vilsheim
- Kalteneck zu Adlkofen
- Kalteneck zu Vilsbiburg
- Kamhub zu Wurmsham
- Kammer zu Kumhausen
- Kammerlehen zu Geisenhausen
- Kammersöd zu Gerzen
- Kampfrain zu Adlkofen
- Kapfing zu Vilsheim
- Karwill zu Vilsbiburg
- Kasbach zu Wurmsham
- Kastenhoibl zu Baierbach
- Kasthal zu Neufraunhofen
- Katzenthal zu Weihmichl
- Katzing zu Wurmsham
- Käufelkofen zu Ergolding
- Kehlhof zu Bruckberg
- Kemoden zu Vilsheim
- Kerschberg zu Schalkham
- Kerschöd zu Kröning
- Kerschreuth zu Vilsheim
- Kesselbach zu Vilsheim
- Kiebelberg zu Geisenhausen
- Kiemannsstetten zu Geisenhausen
- Kienberg zu Vilsbiburg
- Kienoden zu Ergoldsbach
- Kindsmühle zu Furth
- Kining zu Wurmsham
- Kirchberg zu Hohenthann
- Kirchberg zu Kröning
- Kirchstetten zu Vilsbiburg
- Kirchthann zu Postau
- Kirmbach zu Adlkofen
- Kittlau zu Weihmichl
- Kitzing zu Aham
- Kläham zu Ergoldsbach
- Klang zu Niederaichbach
- Klause zu Geisenhausen
- Klause zu Vilsbiburg
- Kleeberg zu Neufraunhofen
- Kleinay zu Vilsbiburg
- Kleinbettenrain zu Kröning
- Kleinbirken zu Adlkofen
- Kleinegglkofen zu Adlkofen
- Kleinfeuchten zu Bayerbach b.Ergoldsbach
- Kleingrub zu Vilsbiburg
- Kleinhaid zu Velden
- Kleinhochreit zu Schalkham
- Kleinmaulberg zu Vilsbiburg
- Kleinrauchenstein zu Vilsbiburg
- Kleinreit zu Adlkofen
- Kleinscherneck zu Schalkham
- Kleinvelden zu Velden
- Kleinvohberg zu Wurmsham
- Klenglbrunn zu Wurmsham
- Kletzenöd zu Neufraunhofen
- Kneisting zu Wurmsham
- Kobel zu Adlkofen
- Kobel zu Aham
- Kobl zu Kröning
- Kobl zu Neufraunhofen
- Koblpoint zu Kröning
- Kochgrub zu Geisenhausen
- Kögleck zu Vilsbiburg
- Koislhof zu Essenbach
- Kolbing zu Bodenkirchen
- Kollersöd zu Niederaichbach
- Kollmann zu Bruckberg
- Kollmannsberg zu Vilsbiburg
- Kolmhub zu Furth
- Kolmöd zu Obersüßbach
- Kölnberg zu Baierbach
- Königsreit zu Geisenhausen
- Königsreuth zu Bodenkirchen
- Köpfelsberg zu Vilsbiburg
- Kopfham zu Ergolding
- Koppenwall zu Pfeffenhausen
- Koralden zu Velden
- Kornmühle zu Weihmichl
- Kothineck zu Obersüßbach
- Kothlehen zu Velden
- Kottingrohr zu Ergolding
- Kratzen zu Vilsbiburg
- Kremping zu Bodenkirchen
- Kremshub zu Velden
- Kresham zu Bodenkirchen
- Kreut zu Bruckberg
- Kreut zu Essenbach
- Kreutbartl zu Furth
- Kreuth zu Ergolding
- Kreutsteig zu Furth
- Kreutulrich zu Furth
- Kreuz zu Velden
- Kreuzaign zu Vilsbiburg
- Kreuzhäusl zu Kröning
- Kreuzthann zu Rottenburg a.d.Laaber
- Kronast zu Kröning
- Kronberg zu Neufraunhofen
- Kröning
- Kronwinkel zu Velden
- Kronwinkl zu Eching
- Krottenthal zu Baierbach
- Krüglau zu Neufraunhofen
- Krüglmühle zu Kröning
- Krugsöd zu Wurmsham
- Kuglberg zu Geisenhausen
- Kuglöd zu Geisenhausen
- Kühholzen zu Ergoldsbach
- Kühloh zu Velden
- Kumberg zu Kumhausen
- Kumhausen
- Kumpfmühle zu Hohenthann
- Kupferstatt zu Wurmsham
- Kurzbach zu Vilsbiburg

↑ Zurück zum Inhaltsverzeichnis

### L
- Laber zu Hohenthann
- Lahn zu Velden
- Lampeln zu Geisenhausen
- Lamprechtsöd zu Aham
- Landesberg zu Vilsbiburg
- Langenhettenbach zu Ergoldsbach
- Langenvils zu Vilsheim
- Langenwies zu Pfeffenhausen
- Längermühle zu Schalkham
- Langmaier zu Bruckberg
- Längmühl zu Baierbach
- Laufenau zu Buch a.Erlbach
- Lausbach zu Altfraunhofen
- Läuterkofen zu Adlkofen
- Leberskirchen zu Schalkham
- Lechau zu Vilsheim
- Lehen zu Altfraunhofen
- Lehen zu Hohenthann
- Lehen zu Neufraunhofen
- Lehen zu Niederaichbach
- Lehen zu Velden
- Lehen zu Wurmsham
- Lehing zu Bodenkirchen
- Lehrhub zu Wurmsham
- Leiersöd zu Adlkofen
- Leinbach zu Weng
- Leisteneck zu Kröning
- Leiten zu Velden
- Leitendorf zu Pfeffenhausen
- Leitern zu Bodenkirchen
- Lengermühle zu Essenbach
- Leonhardshaun zu Ergoldsbach
- Lernbeutel zu Ergoldsbach
- Lernbuch zu Vilsbiburg
- Lernpoint zu Adlkofen
- Lichtenburg zu Vilsbiburg
- Lichteneck zu Kröning
- Lichtenhaag zu Gerzen
- Liebeneck zu Weihmichl
- Limbach zu Pfeffenhausen
- Linden zu Furth
- Linden zu Geisenhausen
- Litzelkirchen zu Bodenkirchen
- Lochham zu Adlkofen
- Lochham zu Geisenhausen
- Lofeneck zu Vilsbiburg
- Loh zu Altfraunhofen
- Loh zu Geisenhausen
- Loh zu Geisenhausen
- Lohzu Vilsbiburg
- Loh zu Vilsbiburg
- Loh zu Wurmsham
- Lohbichl zu Wurmsham
- Lohe zu Vilsbiburg
- Lohhub zu Altfraunhofen
- Loizenkirchen zu Aham
- Lottokreut zu Bayerbach b.Ergoldsbach
- Ludmannsdorf zu Pfeffenhausen
- Lug zu Velden
- Lurz zu Rottenburg a.d.Laaber
- Lützlburg zu Wurmsham
- Lutzmannsdorf zu Pfeffenhausen

↑ Zurück zum Inhaltsverzeichnis

### M
- Magersdorf zu Kröning
- Maierbach zu Baierbach
- Maierbach zu Vilsbiburg
- Maierhof zu Bodenkirchen
- Maierhof zu Velden
- Maierholz zu Altfraunhofen
- Maieröd zu Aham
- Maiersdorf zu Velden
- Maierthal zu Neufraunhofen
- Mainzendorf zu Hohenthann
- Mairhof zu Kröning
- Mais zu Aham
- Mais zu Gerzen
- Mais zu Vilsbiburg
- Maisthan zu Kröning
- Mangern zu Gerzen
- Manhartsstatt zu Wurmsham
- Mantel zu Hohenthann
- Mantelkam zu Kumhausen
- Mantlach zu Pfeffenhausen
- March zu Bodenkirchen
- Margarethen zu Bodenkirchen
- Mariaberg zu Velden
- Marktstauden zu Rottenburg a.d.Laaber
- Marsberg zu Velden
- Martinsberg zu Velden
- Martinshaun zu Ergoldsbach
- Martinszell zu Obersüßbach
- Martlhaid zu Adlkofen
- Marxbauer zu Vilsbiburg
- Marxhub zu Vilsbiburg
- Matzenau zu Vilsheim
- Maueröd zu Bodenkirchen
- Maulberg zu Geisenhausen
- Maurell zu Wurmsham
- Mausham zu Bayerbach b.Ergoldsbach
- Mausloch zu Bayerbach b.Ergoldsbach
- Meiselsöd zu Gerzen
- Mellenberg zu Geisenhausen
- Mettenbach zu Essenbach
- Metzen zu Wurmsham
- Michlbach zu Bodenkirchen
- Mießling zu Hohenthann
- Miethal zu Velden
- Mirskofen zu Essenbach
- Mitteralting zu Wurmsham
- Mittergolding zu Tiefenbach
- Mitterhaid zu Furth
- Mitterhof zu Rottenburg a.d.Laaber
- Mitterschweibach zu Velden
- Möllersdorf zu Schalkham
- Mölling zu Velden
- Moorloh zu Altfraunhofen
- Moos zu Baierbach
- Moosberg zu Weng
- Moosing zu Velden
- Moosmühle zu Neufahrn i.NB
- Moosthann zu Postau
- Mösberg zu Pfeffenhausen
- Möslreit zu Bodenkirchen
- Motting zu Vilsbiburg
- Muckendorf zu Rottenburg a.d.Laaber
- Mühlen zu Vilsbiburg
- Mühlmann zu Adlkofen
- Mühlstetten zu Eching
- Müllerthann zu Wurmsham
- Münchsdorf zu Vilsheim
- Münster zu Rottenburg a.d.Laaber
- Münster zu Wurmsham
- Muntersgrub zu Schalkham
- Münzloh zu Wurmsham

↑ Zurück zum Inhaltsverzeichnis

### N
- Narrenstetten zu Kumhausen
- Nehaid zu Velden
- Neißl zu Vilsbiburg
- Neßlthal zu Pfeffenhausen
- Neualting zu Wurmsham
- Neubreitenau zu Wurmsham
- Neudeck zu Baierbach
- Neueck zu Gerzen
- Neufahrn i.NB
- Neufahrnreut zu Neufahrn i.NB
- Neufraunhofen
- Neuhausen zu Aham
- Neuhof zu Bodenkirchen
- Neuhof zu Eching
- Neunehaid zu Velden
- Neutenkam zu Geisenhausen
- Neutzkam zu Altfraunhofen
- Niederaichbach
- Niederalting zu Wurmsham
- Niederarth zu Furth
- Niederbayerbach zu Neufraunhofen
- Niedererlbach zu Buch a.Erlbach
- Niedereulenbach zu Rottenburg a.d.Laaber
- Niederhatzkofen zu Rottenburg a.d.Laaber
- Niederhornbach zu Pfeffenhausen
- Niederkam zu Kumhausen
- Niedermühle zu Vilsbiburg
- Niedermünchen zu Obersüßbach
- Niederroning zu Rottenburg a.d.Laaber
- Niedersattling zu Vilsbiburg
- Niedersüßbach zu Obersüßbach
- Niederwurmsham zu Wurmsham
- Niklashaag zu Wurmsham
- Nißlpram zu Bayerbach b.Ergoldsbach
- Nöham zu Adlkofen
- Nöham zu Aham

↑ Zurück zum Inhaltsverzeichnis

### O
- Oberahrain zu Essenbach
- Oberaichbach zu Niederaichbach
- Oberaichgarten zu Rottenburg a.d.Laaber
- Oberbabing zu Velden
- Oberbach zu Vilsbiburg
- Oberbachham zu Tiefenbach
- Oberbreitenau zu Wurmsham
- Oberdessing zu Kumhausen
- Oberdörnbach zu Ergoldsbach
- Oberegglhof zu Neufraunhofen
- Oberenglberg zu Vilsbiburg
- Oberensbach zu Velden
- Oberergoldsbach zu Hohenthann
- Oberfimbach zu Kumhausen
- Oberfroschham zu Tiefenbach
- Obergambach zu Hohenthann
- Obergangkofen zu Kumhausen
- Oberglaim zu Ergolding
- Obergolding zu Tiefenbach
- Obergrub zu Geisenhausen
- Obergrub zu Kumhausen
- Obergrub zu Pfeffenhausen
- Oberhaarbach zu Geisenhausen
- Oberhaid zu Hohenthann
- Oberhatzkofen zu Rottenburg a.d.Laaber
- Oberhausbach zu Baierbach
- Oberhausenthal zu Aham
- Oberheldenberg zu Altfraunhofen
- Oberhof zu Gerzen
- Oberhof zu Hohenthann
- Oberhöfen zu Kumhausen
- Oberholz zu Niederaichbach
- Oberholzen zu Essenbach
- Oberhornbach zu Pfeffenhausen
- Oberkirchberg zu Kröning
- Oberklöham zu Kröning
- Oberköllnbach zu Postau
- Oberkühbuch zu Adlkofen
- Oberlanding zu Vilsbiburg
- Oberlauterbach zu Pfeffenhausen
- Oberlenghart zu Bruckberg
- Oberlippach zu Furth
- Oberloh zu Wurmsham
- Obermünchen zu Obersüßbach
- Obermusbach zu Adlkofen
- Oberndorf zu Bodenkirchen
- Oberndorf zu Hohenthann
- Oberndorf zu Neufahrn i.NB
- Oberndorf zu Rottenburg a.d.Laaber
- Oberndorf zu Weihmichl
- Oberneuhausen zu Weihmichl
- Oberotterbach zu Rottenburg a.d.Laaber
- Oberpettenbach zu Adlkofen
- Oberpisat zu Furth
- Oberrammelsberg zu Wurmsham
- Oberrettenbach zu Geisenhausen
- Oberröhrenbach zu Essenbach
- Oberroning zu Rottenburg a.d.Laaber
- Oberschellenberg zu Vilsbiburg
- Oberscheuern zu Bodenkirchen
- Oberschneitberg zu Geisenhausen
- Oberschnittenkofen zu Kröning
- Oberschönbach zu Kumhausen
- Oberschweibach zu Velden
- Oberschwendt zu Weihmichl
- Oberskirchen zu Niederaichbach
- Oberspiegelreuth zu Pfeffenhausen
- Obersteppach zu Vilsheim
- Obersüßbach
- Obertinsbach zu Schalkham
- Oberunsbach zu Essenbach
- Obervilslern zu Velden
- Obervorholzen zu Rottenburg a.d.Laaber
- Oberwaltenkofen zu Ergolding
- Oberwattenbach zu Essenbach
- Oberwinden zu Aham
- Öd bei Dietelskirchen zu Kröning
- Öd bei Kirchberg zu Kröning
- Öd zu Adlkofen
- Öd zu Geisenhausen
- Ödmann zu Aham
- Ödwimm zu Vilsbiburg
- Oed zu Aham
- Oed zu Altdorf
- Oed zu Baierbach
- Oed zu Hohenthann
- Oed zu Rottenburg a.d.Laaber
- Oed zu Vilsbiburg
- Oedgarten zu Geisenhausen
- Ofen zu Neufraunhofen
- Ofen zu Velden
- Offensberg zu Gerzen
- Ohu zu Essenbach
- Ölhart zu Kröning
- Onersdorf zu Kröning
- Onichreit zu Gerzen
- Osenwinkl zu Neufraunhofen
- Ostenthann zu Wurmsham
- Ostergaden zu Altdorf
- Osterhaun zu Ergoldsbach
- Osterwind zu Pfeffenhausen
- Otzlberg zu Kröning

↑ Zurück zum Inhaltsverzeichnis

### P
- Paindlkofen zu Ergoldsbach
- Panzermühle zu Neufahrn i.NB
- Paradies zu Gerzen
- Paring zu Kröning
- Paring zu Niederaichbach
- Pattendorf zu Adlkofen
- Pattendorf zu Rottenburg a.d.Laaber
- Pattendorf zu Weng
- Patzing zu Adlkofen
- Paulusberg zu Velden
- Pauluszell zu Wurmsham
- Pechler zu Ergoldsbach
- Peißing zu Altfraunhofen
- Pelzgarten zu Gerzen
- Penk zu Bayerbach b.Ergoldsbach
- Penkofen zu Hohenthann
- Perlkam zu Geisenhausen
- Pestendorf zu Weng
- Peterau zu Baierbach
- Petersglaim zu Hohenthann
- Pettenkofen zu Essenbach
- Petzenberg zu Aham
- Petzling zu Bodenkirchen
- Pfaffenbach zu Vilsbiburg
- Pfaffendorf zu Pfeffenhausen
- Pfarrkofen zu Ergolding
- Pfarrkofen zu Hohenthann
- Pfeffendorf zu Rottenburg a.d.Laaber
- Pfeffenhausen
- Pfellnkofen zu Ergoldsbach
- Pfenningsöd zu Velden
- Pfettrach zu Altdorf
- Pfifferling zu Rottenburg a.d.Laaber
- Pfistersham zu Bodenkirchen
- Piegendorf zu Neufahrn i.NB
- Piflas zu Ergolding
- Pirken zu Vilsbiburg
- Pirken zu Vilsbiburg
- Pirket zu Bayerbach b.Ergoldsbach
- Pisl zu Neufraunhofen
- Plaika zu Gerzen
- Pleckenhof zu Rottenburg a.d.Laaber
- Plunderdorf zu Rottenburg a.d.Laaber
- Pöffelkofen zu Adlkofen
- Point zu Adlkofen
- Pointen zu Adlkofen
- Pörndorf zu Bruckberg
- Poschenhof zu Ergoldsbach
- Postau
- Postreit zu Kröning
- Prading zu Vilsbiburg
- Pram zu Bayerbach b.Ergoldsbach
- Prammersberg zu Pfeffenhausen
- Preckmühle zu Rottenburg a.d.Laaber
- Preisenberg zu Kumhausen
- Pretzhof zu Wurmsham
- Pretzkobl zu Velden
- Priel zu Pfeffenhausen
- Prinkofen zu Ergoldsbach
- Prölling zu Bodenkirchen
- Prosberg zu Schalkham
- Prosmering zu Aham
- Prüglried zu Bruckberg
- Psallersöd zu Bodenkirchen
- Punzenhofen zu Furth
- Putzenberg zu Velden
- Putzing zu Bodenkirchen

↑ Zurück zum Inhaltsverzeichnis

### R
- Rabenanger zu Kröning
- Rabiswimm zu Schalkham
- Raffach zu Weng
- Raffelberg zu Velden
- Rafolding zu Bodenkirchen
- Rahstorf zu Rottenburg a.d.Laaber
- Rainertshausen zu Pfeffenhausen
- Ramersdorf zu Rottenburg a.d.Laaber
- Rammelkam zu Kumhausen
- Rammelsberg zu Adlkofen
- Rampoldsdorf zu Geisenhausen
- Rannertshofen zu Furth
- Rastorf zu Kumhausen
- Ratzenstall zu Adlkofen
- Rebensdorf zu Geisenhausen
- Rechersberg zu Vilsbiburg
- Reckerszell zu Rottenburg a.d.Laaber
- Rehbügl zu Hohenthann
- Rehpoint zu Aham
- Reichenöd zu Vilsbiburg
- Reichersdorf zu Bruckberg
- Reichersdorf zu Niederaichbach
- Reichersdorf zu Vilsheim
- Reichersöd zu Adlkofen
- Reicherstetten zu Ergoldsbach
- Reichhaid zu Baierbach
- Reichlkofen zu Adlkofen
- Reichreit zu Vilsbiburg
- Reifersberg zu Altfraunhofen
- Reiher zu Aham
- Reinischgrub zu Rottenburg a.d.Laaber
- Reinthal zu Geisenhausen
- Reisach zu Vilsbiburg
- Reischenberg zu Baierbach
- Reisgang zu Furth
- Reismühle zu Gerzen
- Reit zu Aham
- Reit zu Geisenhausen
- Reit zu Kröning
- Reit zu Vilsbiburg
- Reit zu Wurmsham
- Reitberg zu Ergolding
- Reitersberg zu Obersüßbach
- Reitgarten zu Vilsheim
- Reith zu Bruckberg
- Reith zu Geisenhausen
- Reithannerl zu Aham
- Renau zu Adlkofen
- Reschen zu Vilsbiburg
- Resenöd zu Gerzen
- Rettenbach zu Neufraunhofen
- Reut zu Geisenhausen
- Reuth bei Jenkofen zu Adlkofen
- Rieberseck zu Aham
- Rieberseck zu Vilsbiburg
- Ried zu Adlkofen
- Ried zu Bruckberg
- Ried zu Buch a.Erlbach
- Ried zu Kumhausen
- Ried zu Neufraunhofen
- Ried zu Rottenburg a.d.Laaber
- Ried zu Wurmsham
- Ried an der Straße zu Kumhausen
- Riedberg zu Wurmsham
- Riedenberg zu Adlkofen
- Riedenwies zu Adlkofen
- Rieder im Feld zu Vilsbiburg
- Riedlkam zu Altfraunhofen
- Rimberg zu Bodenkirchen
- Rimberg zu Velden
- Ringofen zu Velden
- Ringstetten zu Geisenhausen
- Ritthal zu Vilsbiburg
- Rofoldsreit zu Vilsbiburg
- Roglkreuth zu Postau
- Rohrberg zu Neufahrn i.NB
- Rombach zu Altfraunhofen
- Rombach zu Vilsbiburg
- Roseneck zu Ergoldsbach
- Roseneck zu Hohenthann
- Roß zu Kröning
- Roßberg zu Adlkofen
- Roßberg zu Kumhausen
- Rothenkasten zu Buch a.Erlbach
- Rothenwald zu Velden
- Rothenwörth zu Bodenkirchen
- Rothfurt zu Baierbach
- Rothweg zu Velden
- Rottenburg a.d.Laaber
- Ruhmannsdorf zu Niederaichbach
- Rumpfing zu Vilsbiburg
- Runding zu Bayerbach b.Ergoldsbach
- Rundthal zu Velden
- Ruprechtsberg zu Velden
- Rutting zu Gerzen

↑ Zurück zum Inhaltsverzeichnis

### S
- Saching zu Vilsbiburg
- Sachsendorf zu Neufahrn i.NB
- Sachsenhausen zu Pfeffenhausen
- Salksdorf zu Geisenhausen
- Salzburg zu Ergoldsbach
- Samberg zu Bodenkirchen
- Sand zu Bayerbach b.Ergoldsbach
- Sand zu Vilsbiburg
- Sandmann zu Kröning
- Sankt Anna zu Neufahrn i.NB
- Sankt Wolfgang zu Essenbach
- Santing zu Adlkofen
- Sattelstatt zu Velden
- Schachten zu Altfraunhofen
- Schachten zu Hohenthann
- Schachten zu Kröning
- Schachten zu Vilsbiburg
- Schachten zu Weihmichl
- Schachtenöd zu Aham
- Schafhausen bei Nöham zu Aham
- Schafhausen bei Wassing zu Aham
- Schafhausen zu Velden
- Schaidham zu Vilsbiburg
- Schaittenrain zu Kröning
- Schalkham
- Schaltdorf zu Neufahrn i.NB
- Schaltdorf zu Rottenburg a.d.Laaber
- Schapfthal zu Velden
- Schapolterau zu Eching
- Scharmühle zu Rottenburg a.d.Laaber
- Schatzhofen zu Furth
- Scheiben zu Bodenkirchen
- Scheiben zu Schalkham
- Scheidham zu Neufraunhofen
- Schellenberg zu Vilsheim
- Scherneck zu Bodenkirchen
- Scheueck zu Altfraunhofen
- Scheueck zu Geisenhausen
- Scheuereck zu Kröning
- Scheuern zu Wurmsham
- Schibitz zu Kröning
- Schickenberg zu Altfraunhofen
- Schierlkofen zu Rottenburg a.d.Laaber
- Schießeneck zu Tiefenbach
- Schindlbach zu Adlkofen
- Schirkhof zu Neufraunhofen
- Schirmbach zu Rottenburg a.d.Laaber
- Schirmreuth zu Eching
- Schlagkreut zu Bruckberg
- Schlagmann zu Furth
- Schlamberg zu Rottenburg a.d.Laaber
- Schlaureit zu Kröning
- Schlegelberg zu Niederaichbach
- Schlegelsreit zu Velden
- Schleichwies zu Wurmsham
- Schleifmühle zu Rottenburg a.d.Laaber
- Schlicht zu Geisenhausen
- Schlicht zu Gerzen
- Schloßberg zu Tiefenbach
- Schlott zu Baierbach
- Schlott zu Bruckberg
- Schlott zu Geisenhausen
- Schlott zu Wurmsham
- Schlucking zu Furth
- Schmatzhausen zu Hohenthann
- Schmelling zu Kröning
- Schmidhof zu Hohenthann
- Schmidreit zu Wurmsham
- Schmidsberg zu Hohenthann
- Schmidten zu Velden
- Schmitten zu Velden
- Schnabing zu Vilsbiburg
- Schnedenhaarbach zu Vilsbiburg
- Schneitberg zu Geisenhausen
- Schöllamühle zu Velden
- Schönau zu Kröning
- Schraham zu Tiefenbach
- Schrankbaum zu Neufraunhofen
- Schrannen zu Geisenhausen
- Schurfsöd zu Velden
- Schußöd zu Vilsbiburg
- Schußrain zu Adlkofen
- Schußreit zu Vilsbiburg
- Schwaiba zu Eching
- Schwaiblreuth zu Eching
- Schwarzeck zu Velden
- Schwarzmoos zu Velden
- Schwatzkofen zu Adlkofen
- Schweiberg zu Vilsheim
- Schweibing zu Aham
- See zu Aham
- See zu Velden
- Seemannshof zu Aham
- Seemühle zu Pfeffenhausen
- Seeon zu Wurmsham
- Seepoint zu Tiefenbach
- Seidersbuch zu Rottenburg a.d.Laaber
- Seidlhub zu Vilsbiburg
- Seidlthal zu Velden
- Seifriedswörth zu Wurmsham
- Seitenberg zu Kumhausen
- Semmelberg zu Adlkofen
- Setzensack zu Adlkofen
- Seyboldsdorf zu Vilsbiburg
- Sichartsreit zu Aham
- Siegensdorf zu Ergoldsbach
- Siegersdorf zu Tiefenbach
- Siegerstetten zu Kumhausen
- Sindhub zu Baierbach
- Sippenbach zu Bodenkirchen
- Sittenau zu Bruckberg
- Sittlerhof zu Adlkofen
- Sittlkofen zu Adlkofen
- Sochenberg zu Buch a.Erlbach
- Söllastock zu Wurmsham
- Solling zu Vilsbiburg
- Solomann zu Bruckberg
- Sommerau zu Gerzen
- Sommerauweber zu Aham
- Sommersberg zu Kröning
- Spanneck zu Bruckberg
- Speck zu Altfraunhofen
- Spielberg zu Vilsbiburg
- Spielötz zu Kröning
- Spindlhäusl zu Velden
- Spitzau zu Pfeffenhausen
- Spitzenberg zu Vilsbiburg
- Spitzlbach zu Velden
- Spitzlberg zu Ergolding
- Stachersdorf zu Tiefenbach
- Stadel zu Kumhausen
- Stadel zu Vilsbiburg
- Stadelöd zu Vilsbiburg
- Stadl zu Vilsbiburg
- Stadl zu Vilsheim
- Stadl zu Wurmsham
- Stadl zu Wurmsham
- Stadlöd zu Vilsbiburg
- Staudach zu Aham
- Steckengrub zu Rottenburg a.d.Laaber
- Steffelsöd zu Schalkham
- Steffing zu Tiefenbach
- Stegmühle zu Aham
- Stegmühle zu Postau
- Stehberg zu Ergolding
- Steig zu Pfeffenhausen
- Stein zu Kröning
- Stein zu Rottenburg a.d.Laaber
- Steinbach zu Baierbach
- Steinbach zu Rottenburg a.d.Laaber
- Steinberg zu Aham
- Steinberg zu Geisenhausen
- Steinmühle zu Essenbach
- Steinzell zu Eching
- Stempen zu Adlkofen
- Stephansbergham zu Geisenhausen
- Stetten zu Bodenkirchen
- Stetten zu Ergoldsbach
- Stidel zu Aham
- Stietenöd zu Velden
- Stillreit zu Altfraunhofen
- Stocka zu Ergoldsbach
- Stocka zu Kröning
- Stockau zu Postau
- Stockberg zu Geisenhausen
- Stockham zu Velden
- Stockham zu Wurmsham
- Stöckl am Eck zu Adlkofen
- Stockloh zu Wurmsham
- Stollnried zu Weihmichl
- Stopfen zu Geisenhausen
- Stranz zu Hohenthann
- Straß zu Altfraunhofen
- Straß zu Geisenhausen
- Straß zu Kröning
- Straß zu Neufraunhofen
- Straß zu Schalkham
- Straß zu Velden
- Straßgrub zu Kumhausen
- Straßhäusl zu Weihmichl
- Straßhäusl zu Wurmsham
- Streifenöd zu Vilsbiburg
- Streitberg zu Neufraunhofen
- Streunweinmühle zu Vilsbiburg
- Strobleck zu Kröning
- Stroblstetten zu Baierbach
- Strohhof zu Velden
- Stubenreith zu Bruckberg
- Stünzbach zu Buch a.Erlbach
- Stürming zu Altfraunhofen
- Stürming zu Kröning
- Stützenbruck zu Geisenhausen
- Sutten zu Geisenhausen

↑ Zurück zum Inhaltsverzeichnis

### T
- Tabakried zu Pfeffenhausen
- Tannet zu Vilsbiburg
- Tapfham zu Altfraunhofen
- Taschenmais zu Niederaichbach
- Tattendorf zu Vilsbiburg
- Täublmühle zu Weihmichl
- Thal zu Bodenkirchen
- Thal zu Eching
- Thal zu Geisenhausen
- Thal zu Neufraunhofen
- Thal zu Obersüßbach
- Thal zu Schalkham
- Thal I zu Vilsbiburg
- Thal II zu Vilsbiburg
- Thalham zu Aham
- Thalham zu Niederaichbach
- Thalham zu Tiefenbach
- Thalham zu Vilsbiburg
- Thalham zu Vilsbiburg
- Thalmann zu Aham
- Thann zu Adlkofen
- Thann zu Buch a.Erlbach
- Thannenbach zu Niederaichbach
- Thannlohe zu Vilsheim
- Theobald zu Baierbach
- Thomaszell zu Rottenburg a.d.Laaber
- Thonhausen zu Pfeffenhausen
- Tiefenbach zu Bodenkirchen
- Tiefenbach
- Tiefengrub zu Geisenhausen
- Tondorf zu Gündlkofen, 1978 zu Bruckberg
- Traich zu Obersüßbach
- Trauseneck zu Postau
- Trauterfing zu Vilsbiburg
- Trautmannsberg zu Schalkham
- Treidlkofen zu Bodenkirchen
- Triendorf zu Kröning
- Tristl am Damm zu Buch a.Erlbach
- Türkenfeld zu Hohenthann

↑ Zurück zum Inhaltsverzeichnis

### U
- Übl zu Wurmsham
- Ulrichsried zu Obersüßbach
- Ulring zu Vilsbiburg
- Ungarischwall zu Obersüßbach
- Unholzing zu Postau
- Unkofen zu Oberergoldsbach, heute zu Hohenthann
- Unterahrain zu Essenbach
- Unteraichgarten zu Rottenburg a.d.Laaber
- Unterbachham zu Tiefenbach
- Unterbettenbach zu Kröning
- Unterbreitenau zu Wurmsham
- Unterbuch zu Rottenburg a.d.Laaber
- Unterdessing zu Kumhausen
- Unterdörnbach zu Ergoldsbach
- Unterenglberg zu Vilsbiburg
- Unterensbach zu Velden
- Unterfroschham zu Vilsheim
- Untergambach zu Hohenthann
- Untergangkofen zu Kumhausen
- Unterglaim zu Ergolding
- Untergolding zu Tiefenbach
- Untergrub zu Kumhausen
- Untergrub zu Weihmichl
- Unterhaid zu Hohenthann
- Unterhausbach zu Baierbach
- Unterhausenthal zu Aham
- Unterheldenberg zu Altfraunhofen
- Unterhöfen zu Kumhausen
- Unterklöham zu Kröning
- Unterköllnbach zu Postau
- Unterkreutholz zu Weihmichl
- Unterkühbuch zu Adlkofen
- Unterlanding zu Vilsbiburg
- Unterlauterbach zu Rottenburg a.d.Laaber
- Unterlenghart zu Bruckberg
- Unterlippach zu Furth
- Untermusbach zu Adlkofen
- Unterneuhausen zu Weihmichl
- Unterotterbach zu Rottenburg a.d.Laaber
- Unterpisat zu Furth
- Unterrammelsberg zu Wurmsham
- Unterrettenbach zu Geisenhausen
- Unterröhrenbach zu Essenbach
- Unterschellenberg zu Vilsbiburg
- Unterschnittenkofen zu Kröning
- Unterschweibach zu Velden
- Unterschwendt zu Weihmichl
- Unterspiegelreuth zu Pfeffenhausen
- Untersteppach zu Altfraunhofen
- Unterthann zu Wurmsham
- Untertinsbach zu Schalkham
- Unterunsbach zu Essenbach
- Unterviecht zu Obersüßbach
- Untervilslern zu Velden
- Untervorholzen zu Rottenburg a.d.Laaber
- Unterwaltenkofen zu Ergolding
- Unterwattenbach zu Essenbach
- Unterwinden zu Aham
- Urlasbühl zu Kumhausen

↑ Zurück zum Inhaltsverzeichnis

### V
- Vatersdorf zu Buch a.Erlbach
- Veitelsöd zu Geisenhausen
- Veitsberg zu Essenbach
- Veitsbuch zu Weng
- Velden
- Viecht zu Eching
- Viehhausen zu Rottenburg a.d.Laaber
- Viehhausen zu Vilsheim
- Viehweide zu Velden
- Vielberg zu Neufraunhofen
- Vielhub zu Wurmsham
- Vils zu Geisenhausen
- Vils zu Velden
- Vilsbiburg
- Vilsheim
- Vilssattling zu Gerzen
- Vilssöhl zu Velden
- Vockhof zu Vilsbiburg
- Vogelsang zu Geisenhausen
- Vogen zu Kumhausen
- Vohburg zu Wurmsham
- Vorderhaid zu Furth
- Vorderhoibl zu Baierbach
- Vorderöd zu Aham
- Vordersteig zu Furth
- Vorderwaid zu Adlkofen
- Vorrach zu Geisenhausen
- Vorrach zu Schalkham
- Vorthan zu Weihmichl

↑ Zurück zum Inhaltsverzeichnis

### W
- Wachelkofen zu Hohenthann
- Wachelkofenreuth zu Hohenthann
- Wachsenberg zu Vilsbiburg
- Wagensberg zu Velden
- Wagmannsberg zu Bodenkirchen
- Walchzell zu Obersüßbach
- Wald zu Vilsbiburg
- Wald zu Wurmsham
- Waldhaus zu Ergoldsbach
- Walding zu Velden
- Walln zu Velden
- Walpersdorf zu Kumhausen
- Walpersdorf zu Neufahrn i.NB
- Waltendorf zu Obersüßbach
- Walzenöd zu Altfraunhofen
- Warzlberg zu Furth
- Wasenstatt zu Postau
- Wassing zu Aham
- Wattenbacherau zu Essenbach
- Weg zu Wurmsham
- Weibering zu Wurmsham
- Weichsberg zu Hohenthann
- Weichslgarten zu Wurmsham
- Weihbüchl zu Kumhausen
- Weihenstephan zu Hohenthann
- Weiher zu Adlkofen
- Weiher zu Baierbach
- Weiher zu Rottenburg a.d.Laaber
- Weiher zu Velden
- Weiher zu Wurmsham
- Weiherhäuser zu Tiefenbach
- Weihern zu Altfraunhofen
- Weihern zu Bruckberg
- Weihern zu Weihmichl
- Weihmichl
- Weihmühle zu Hohenthann
- Weikersdorf zu Pfeffenhausen
- Weikersting zu Buch a.Erlbach
- Weilmaier zu Hohenthann
- Weinberg zu Gerzen
- Weißenberg zu Vilsbiburg
- Weixerau zu Eching
- Weizeneck zu Adlkofen
- Weltendorf zu Rottenburg a.d.Laaber
- Wendeldorf zu Aham
- Wendlöd zu Bruckberg
- Wendsberg zu Altfraunhofen
- Weng
- Westen zu Essenbach
- Westendorf zu Buch a.Erlbach
- Westenthann zu Bodenkirchen
- Westersbergham zu Geisenhausen
- Westerskirchen zu Schalkham
- Widdersdorf zu Bruckberg
- Wiedenberg zu Rottenburg a.d.Laaber
- Wies zu Adlkofen
- Wies zu Geisenhausen
- Wies zu Vilsbiburg
- Wies zu Wurmsham
- Wieselsberg bei Jesendorf zu Kröning
- Wieselsberg bei Kirchberg zu Kröning
- Wieshäusl zu Aham
- Wieskatzing zu Vilsheim
- Wiesthal zu Wurmsham
- Wiethal zu Vilsbiburg
- Wifling zu Bodenkirchen
- Wildberg zu Velden
- Willaberg zu Bodenkirchen
- Willerberg zu Adlkofen
- Willerskirchen zu Adlkofen
- Willgrub zu Velden
- Wim zu Baierbach
- Wimbauer zu Baierbach
- Wimm zu Aham
- Wimm zu Bodenkirchen
- Wimm zu Kröning
- Wimm zu Niederaichbach
- Wimpassing zu Vilsbiburg
- Windham zu Hohenthann
- Windkreuth zu Hohenthann
- Windschlag zu Hohenthann
- Windten zu Eching
- Windten zu Kumhausen
- Winisaureuth zu Neufahrn i.NB
- Winkel zu Obersüßbach
- Winkelmoos zu Bayerbach b.Ergoldsbach
- Winkelsbach zu Obersüßbach
- Winkl zu Wurmsham
- Winklhölzl zu Adlkofen
- Winklmaier zu Bruckberg
- Winklsaß zu Neufahrn i.NB
- Winklsaßreuth zu Neufahrn i.NB
- Winn zu Geisenhausen
- Winzersdorf zu Aham
- Wippenbach zu Adlkofen
- Wippstetten zu Kröning
- Wochenreit zu Gerzen
- Wochesland zu Weihmichl
- Wolfau zu Pfeffenhausen
- Wolferding zu Vilsbiburg
- Wolferthau zu Rottenburg a.d.Laaber
- Wölflau zu Vilsbiburg
- Wölflkofen zu Adlkofen
- Wölflkofen zu Ergoldsbach
- Wolfsbach zu Niederaichbach
- Wolfseck zu Adlkofen
- Wolfsgrub zu Aham
- Wolfsteig zu Geisenhausen
- Wollkofen zu Adlkofen
- Wörnstorf zu Altfraunhofen
- Wörth a.d.Isar
- Wörthmühle zu Schalkham
- Wurmdorf zu Neufahrn i.NB
- Wurmsham
- Würzlburg zu Furth

↑ Zurück zum Inhaltsverzeichnis

### Z
- Zacherlmühle zu Eching
- Zaitzkofen zu Adlkofen
- Zeil zu Geisenhausen
- Zeilbach zu Geisenhausen
- Zeilbach zu Kröning
- Zeiling zu Vilsbiburg
- Zell zu Weihmichl
- Zell am Berg zu Weihmichl
- Zellbach zu Wurmsham
- Ziegelstadel zu Aham
- Zieglgrub zu Wurmsham
- Zieglhub zu Ergoldsbach
- Zieglreuth zu Obersüßbach
- Zieglstadl zu Hohenthann
- Zornhof zu Pfeffenhausen
- Zottenberg zu Tiefenbach
- Zurlberg zu Kröning
- Zweifurth zu Velden
- Zweikirchen zu Tiefenbach

↑ Zurück zum Inhaltsverzeichnis